# Kavajë
Kavajë é uma cidade e município (em albanês:  bashkia) da Albânia. É a capital do distrito de Kavajë na prefeitura de Tirana.